# Ongea Levu
Ongea Levu är en ö i Fiji.   Den ligger i divisionen Östra divisionen, i den västra delen av landet, 400 km väster om huvudstaden Suva. Arean är 14,1 kvadratkilometer.
Terrängen på Ongea Levu är platt. Öns högsta punkt är 80 meter över havet. Den sträcker sig 6,7 kilometer i nord-sydlig riktning, och 4,2 kilometer i öst-västlig riktning.
Tropiskt monsunklimat råder i trakten. Årsmedeltemperaturen i trakten är 21 °C. Den varmaste månaden är mars, då medeltemperaturen är 24 °C, och den kallaste är september, med 18 °C. Genomsnittlig årsnederbörd är 1 982 millimeter. Den regnigaste månaden är februari, med i genomsnitt 288 mm nederbörd, och den torraste är augusti, med 59 mm nederbörd.